# Bajewo
Bajewo (ros. Баево) – wieś na terenie wchodzącego w skład Rosji syberyjskiego Kraju Ałtajskiego.
Miejscowość położona jest ok. 230 km od Barnauła i jest ośrodkiem administracyjnym rejonu bajewskiego.